# Dyschlorodes
Dyschlorodes is een geslacht van vlinders van de familie spanners (Geometridae), uit de onderfamilie Geometrinae.

## Soorten
- D. bicolor Viette, 1971
- D. hepatias Herbulot, 1966